# Kiessee Klein Schneen
Der Kiessee Klein Schneen (auch Baggersee Klein Schneen oder Klein Schneener See) ist ein Baggersee in der Gemeinde Friedland südlich von Göttingen. Er ist aus einem Kiestagebau entstanden und dient heute zusammen mit seinen Uferzonen als Badesee und Naherholungsgebiet für die örtliche Bevölkerung sowie zum Tauchsport.

## Beschreibung
Der See befindet sich am südlichen Ortsrand von Klein Schneen. Die Wasserfläche des Kiessees ist etwa 4,4 ha groß (Länge an der größten Stelle ca. 300 Meter, Breite ca. 200 Meter) und wird (Stand 2014) schon seit Jahren nicht mehr im Kiesabbau bewirtschaftet. Die Abbaurechte bestehen jedoch weiterhin, sodass eine Renaturierung oder touristische Nutzung derzeit noch nicht als möglich betrachtet wird. Direkt an der Ostseite verläuft die Eisenbahnstrecke Göttingen–Friedland–Eichenberg.
Zwei weitere Baggerseen liegen in unmittelbarer Nähe, ebenfalls südlich von Klein Schneen. Wenige Meter südlich des Kiessees befindet sich ein kleinerer (ca. 235 × 95 m; 1,57 ha Fläche; 590 m Umfang) und hauptsächlich zum Angeln genutzter und vom ASV Leinetal gepachteter See auf einem Privatgrundstück. Etwa 1 km südlich auf der anderen Seite der Eisenbahnstrecke liegt ein weiterer See von 2 ha Größe (ca. 223 × 115 m; 703 m Umfang). Die Seen liegen im Leinetal, der Fluss fließt wenige hundert Meter östlich der drei Seen entlang nach Norden, zwischen den Orten Klein Schneen und Groß Schneen.

## Tauchen und Ökologie
Der Kiessee Klein Schneen ist (Stand 2011) von der Tauchbasis Eichsfeld gepachtet und gilt im Flachwasserbereich als einfach zu betauchen, im tieferen Bereich wird der See als hügelig mit Canyons beschrieben. Die Wassertiefe beträgt bis zu 18 m. Berichtet wird von vielen Metallteilen im See, die die Navigation stören können. In 5 m Tiefe befinde sich eine Plattform, zu der man an einer Stange abtauchen könne.
Bei einer Oberflächentemperatur von 19 °C wurde im September 2012 in 7 Metern Tiefe eine Wassertemperatur von 12 °C gemessen. Im Rahmen dieser Untersuchung wurden im See eine große Anzahl Süßwasserorganismen registriert, darunter eine Anzahl Fischarten, Wassermilben, Nesseltiere, Schnecken, Muscheln, Asseln, Libellenlarven und Süßwasserschwämme, allerdings trotz Nachsuche keine Larven von Teichmuscheln. Gleichzeitig wurde anhand des gefundenen Pflanzenmaterials die Wassergüte des Sees bestimmt. Der Makrophytenindex lag bei 3,7. Im Oberflächenbereich sind Ähriges Tausendblatt, Armleuchteralgen, Wasserpest und Laichkräuter angesiedelt, ab 10 m Tiefe wurde keine Unterwasser-Vegetation mehr angetroffen. Die Untersuchungen wurden von der Kiesabbaufirma August Oppermann GmbH unterstützt.

## Badeverbot
Der im Zuge des Kiesabbaus entstandene See wird schon seit den 1960er Jahren als Naherholungsgebiet genutzt, vor allem von der Bevölkerung aus Klein Schneen, Groß Schneen und anderen Orten der unmittelbaren Umgebung. Der Zugang zum See war seit jeher frei und kostenlos, Baden jedoch offiziell verboten. Wie am wenige Kilometer entfernten Rosdorfer Baggersee gibt es auch hier weder Toiletten noch eine geregelte Müllentsorgung. Der Kiessee Klein Schneen war im nahe gelegenen Göttingen kaum jemandem als Badesee bekannt, gelangte jedoch im Sommer 2014 ins Visier der Berichterstattung, als von Seiten der Linken und der Piraten Forderungen nach Toiletten und geregelter Müllentsorgung am Rosdorfer Baggersee erhoben wurden, nachdem am 5. Juni 2014 die Gemeinde Friedland pauschal das Baden in allen Gewässern der Gemeinde per Satzungsbeschluss verboten hatte.

## Bildergalerie

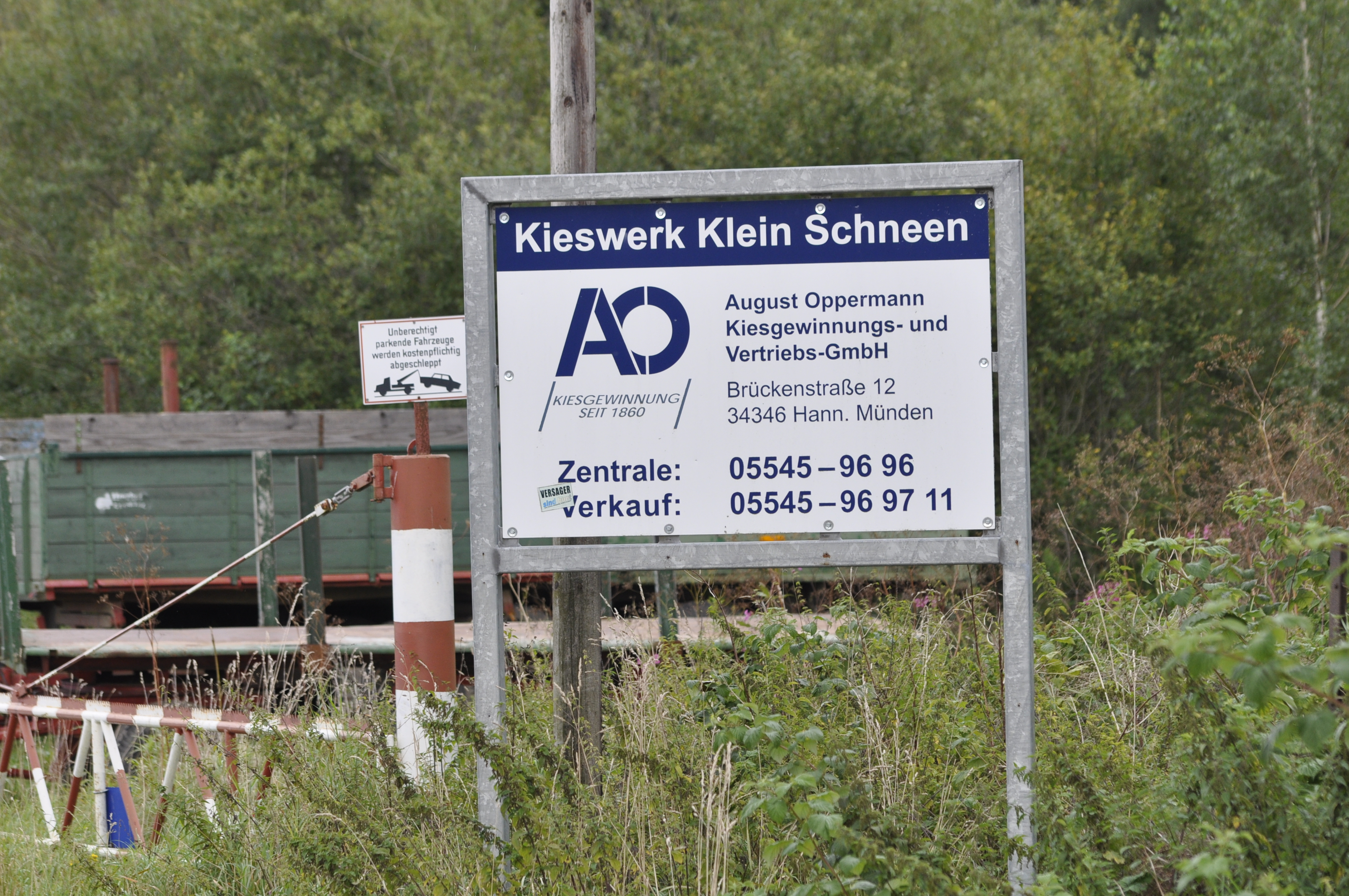
Schild des Kiesabbaubetreibers an der Zufahrt
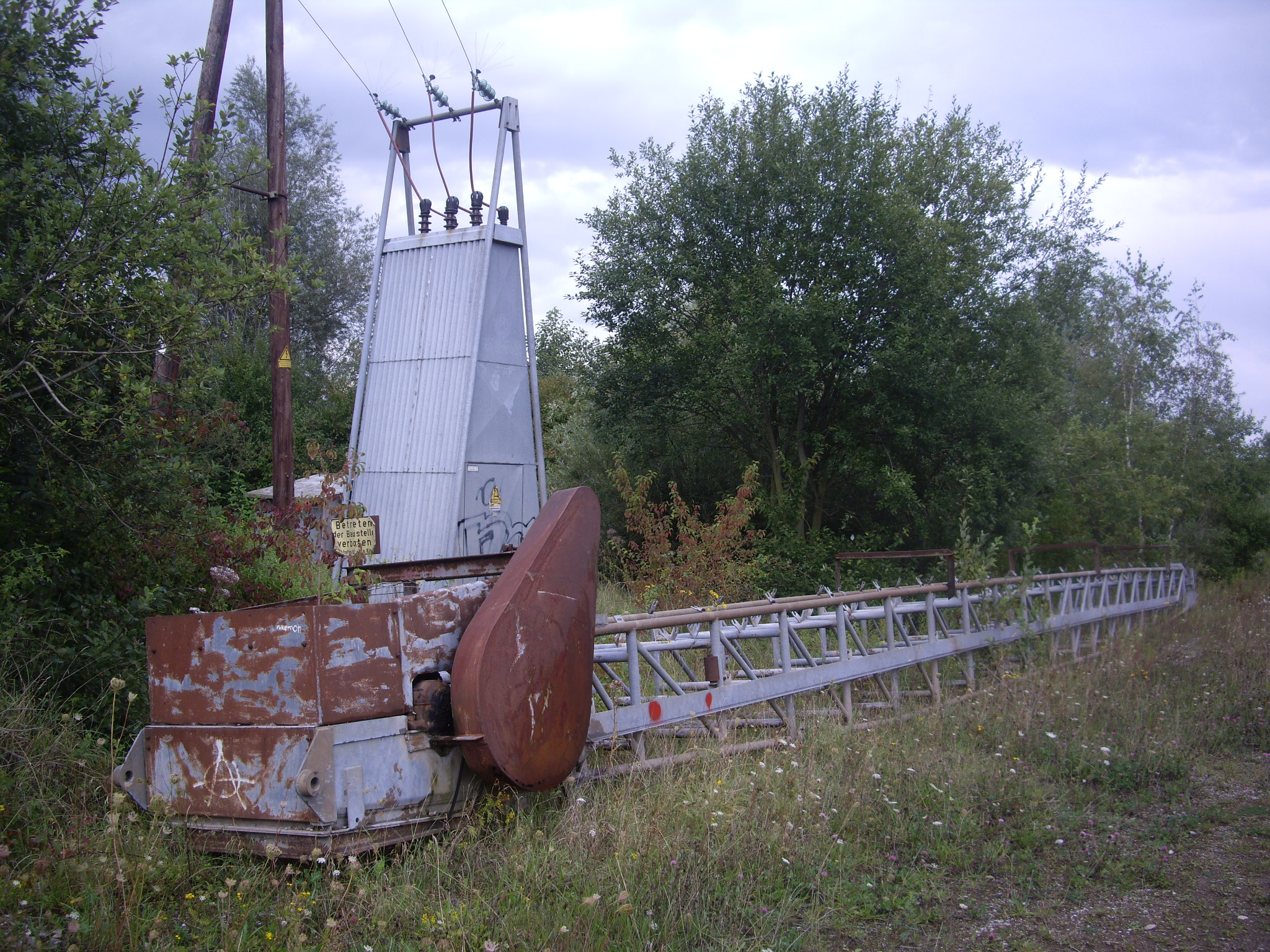
Nicht mehr im Betrieb befindliche Kiesabbauanlagen am Südufer (2014)
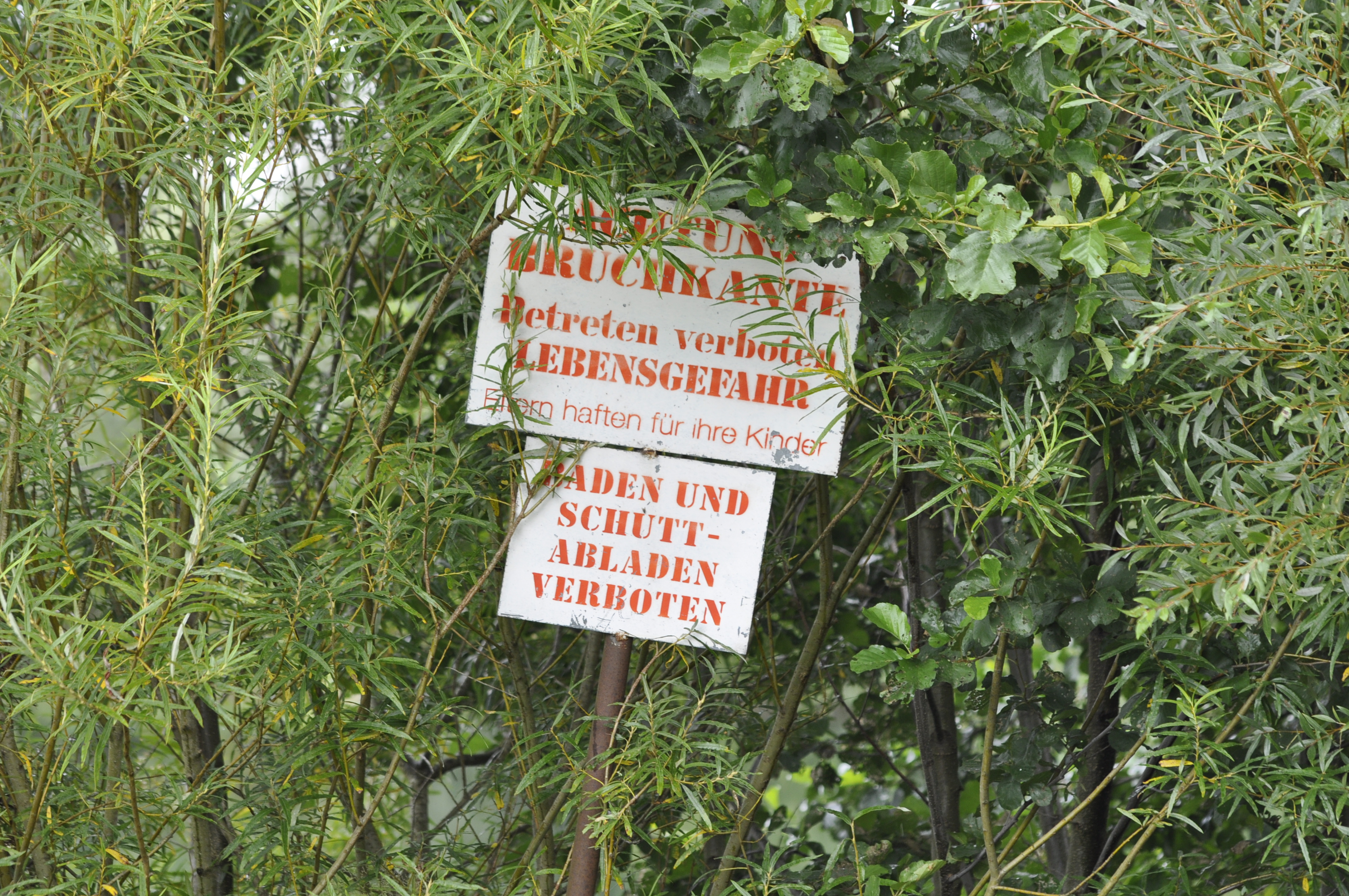
Warnschild mit Betretungsverbot im Gebüsch am Südufer
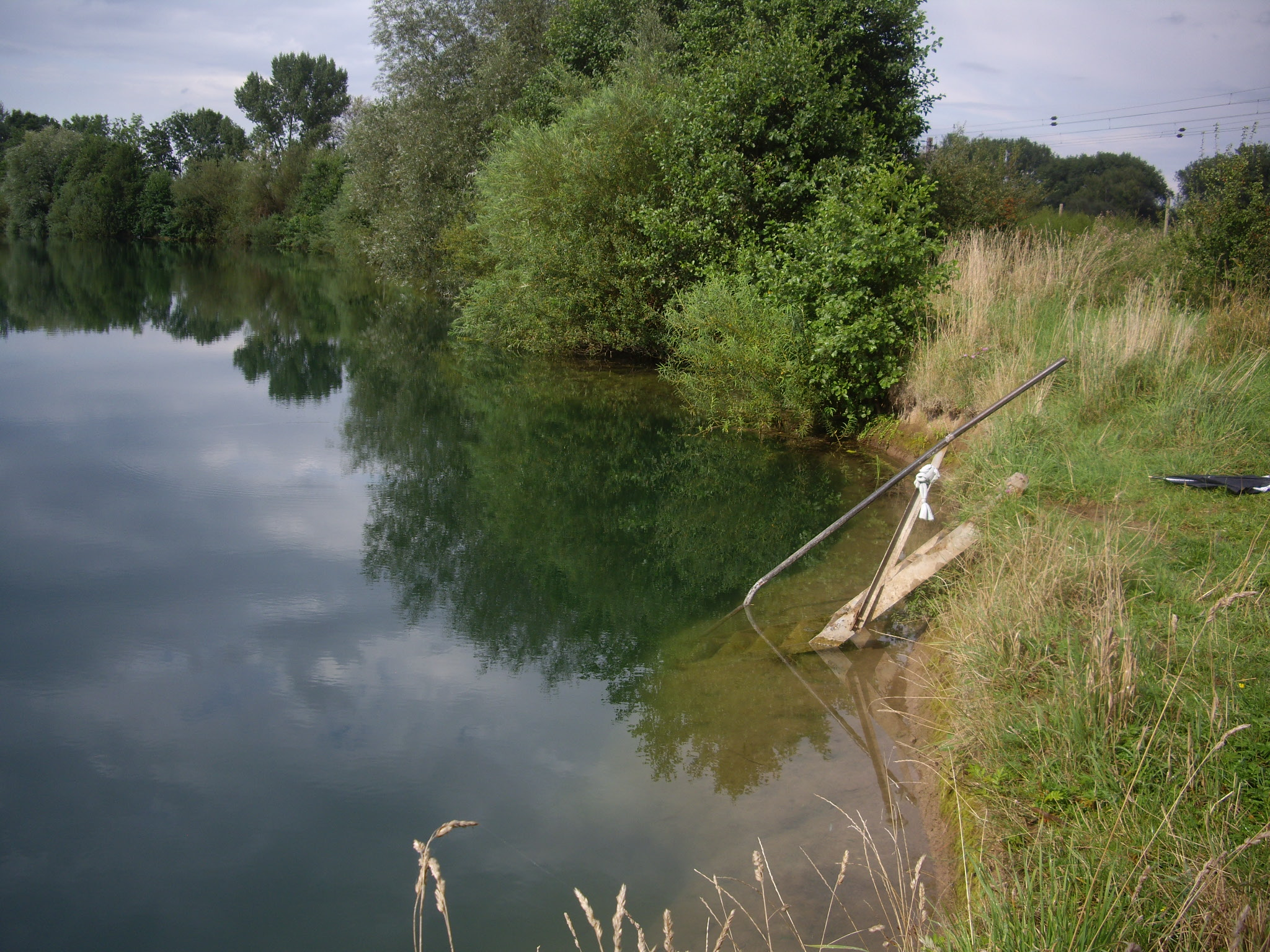
Treppe mit steiler Abbruchkante am Südostufer